# Planctoteuthis danae
Planctoteuthis danae (Joubin, 1931) è una specie di calamaro appartenente alla famiglia Chiroteuthidae, caratterizzata da un corpo relativamente robusto e pinne muscolose che superano il 50% della lunghezza del mantello. La specie è stata descritta per la prima volta da Joubin nel 1931 con il nome Valbyteuthis danae, successivamente sinonimizzato in Planctoteuthis danae.

## Descrizione
Gli esemplari adulti presentano braccia debolmente muscolose, con le braccia IV particolarmente allungate e dotate di 12-13 ventose nella porzione prossimale, mentre i due terzi distali ne sono privi. Le braccia I-III terminano con punte attenuate e numerose piccole ventose. Nelle femmine di grandi dimensioni, le braccia II e III possiedono due ventose notevolmente ingrandite a metà lunghezza. I tentacoli sono ben sviluppati, con le clave simmetriche e prive di carene. Il mantello è dotato di pinne la cui lunghezza supera il 50% della lunghezza del mantello stesso.

## Distribuzione e habitat
Il locus typicus di P. danae è il Golfo di Panama, ma la specie è stata segnalata anche nell'Oceano Pacifico orientale e nell'Oceano Atlantico settentrionale. Durante lo stadio paralarvale, questi calamari si trovano a profondità comprese tra 200 e 300 metri, spostandosi successivamente tra 200 e 800 metri quando raggiungono una lunghezza del mantello di 10-15 mm. Gli esemplari più grandi sono stati catturati a profondità superiori ai 700 metri, fino a oltre 1000 metri.

## Biologia
Le paralarve di P. danae sono riconoscibili per il lungo collo e gli occhi che protrudono ventralmente. Con la crescita, le braccia IV si allungano notevolmente, caratteristica tipica dello stadio doratopside nella famiglia Chiroteuthidae.

## Conservazione
Secondo la Lista Rossa dell'IUCN, Planctoteuthis danae è classificato come «specie a rischio minimo» (Least Concern), indicando che attualmente non sono note minacce significative per la sua popolazione.